# Coupe Memorial 2004
Navigation
Édition précédente Édition suivante
L'édition 2004 de la Coupe Memorial est présenté du 15 au 23 mai 2004 à Kelowna, Colombie-Britannique. Elle regroupe les champions de chacune des divisions de la Ligue canadienne de hockey, soit la Ligue de hockey junior majeur du Québec (LHJMQ), la Ligue de hockey de l'Ontario (LHO) et la Ligue de hockey de l'Ouest (LHOu).

## Équipes participantes
- Les Olympiques de Gatineau représente la Ligue de hockey junior majeur du Québec.
- Le Storm de Guelph représente la Ligue de hockey de l'Ontario.
- Les Tigers de Medicine Hat représente la Ligue de hockey de l'Ouest.
- Les Rockets de Kelowna de la LHOu en tant qu'équipe hôte.

## Classement de la ronde Préliminaire
| Équipe                 | PJ | V | D | BP | BC | Pts |
| ---------------------- | -- | - | - | -- | -- | --- |
| Rockets de Kelowna     | 3  | 3 | 0 | 7  | 2  | 6   |
| Olympiques de Gatineau | 3  | 2 | 1 | 11 | 7  | 4   |
| Tigers de Medicine Hat | 3  | 1 | 2 | 4  | 6  | 2   |
| Storm de Guelph        | 3  | 0 | 3 | 3  | 10 | 0   |

## Résultats

### Résultats du tournoi à la ronde
Voici les résultats du tournoi à la ronde pour l'édition 2004 :

## Effectifs
Voici la liste des joueurs s'alignant avec les Rockets de Kelowna, équipe championne de 2004 :
- Entraîneur : Marc Habscheid
- Gardiens de but : Kelly Guard, Josh Lepp et Derek Yeomans.
- Défenseurs : Mike Card, Ryan Constant, Kyle Cumiskey, Darren Deschamps, Josh Gorges, Brett Palin, Kevin Reinholt, Stewart Thiessen et Shea Weber.
- Attaquants : Michal Blanar, Troy Bodie, Blake Comeau, Simon Ferguson, Randall Gelech, Joel Henituik, Brent Howarth, Justin Keller, D.J. King, Joni Lindlöf, Tyler Mosienko, Mark Olafson, Cam Paddock, Chris Ray, Tyler Spurgeon, Stephen Sunderman, Patrik Valcak et Nolan Waker.

## Meilleurs pointeurs
| Joueur             | Équipe       | PJ | B | A | Pts |
| ------------------ | ------------ | -- | - | - | --- |
| Doug O'Brien       | Gatineau     | 5  | 3 | 5 | 8   |
| Jean-Michel Daoust | Gatineau     | 5  | 1 | 6 | 7   |
| Nick Fugère        | Gatineau     | 5  | 4 | 1 | 5   |
| Yanick Seidenberg  | Medicine Hat | 4  | 1 | 4 | 5   |
| Randall Gelech     | Kelowna      | 4  | 3 | 1 | 4   |
| Chris St. Jacques  | Medicine Hat | 4  | 3 | 1 | 4   |
| Clarke MacArthur   | Medicine Hat | 4  | 1 | 3 | 4   |
| Cam Paddock        | Kelowna      | 4  | 1 | 3 | 4   |
| Shea Weber         | Kelowna      | 4  | 1 | 3 | 4   |

### Meilleurs gardiens
| Joueur         | Équipe       | PJ | V  | D  | Bl | Moy  | %Arr   |
| -------------- | ------------ | -- | -- | -- | -- | ---- | ------ |
| Kelly Guard    | Kelowna      | -- | -- | -- | -- | 0,75 | 97,1 % |
| Kevin Nastiuk  | Medicine Hat | -- | -- | -- | -- | 2,77 | 88,8 % |
| David Tremblay | Gatineau     | -- | -- | -- | -- | 2,94 | 89,7 % |
| Adam Dennis    | Guelph       | -- | -- | -- | -- | 3,00 | 84,8 % |

## Honneurs individuels
- Trophée Stafford-Smythe (meilleur joueur) : Kelly Guard (Rockets de Kelowna)
- Trophée George-Parsons (meilleur esprit sportif) : Josh Gorges (Rockets de Kelowna)
- Trophée Hap-Emms (meilleur gardien) : Kelly Guard (Rockets de Kelowna)
- Trophée Ed-Chynoweth (meilleur buteur) : Doug O'Brien (Olympiques de Gatineau)

Équipe d'étoiles :
- Gardien : Kelly Guard (Rockets de Kelowna)
- Défenseurs : Doug O'Brien (Olympiques de Gatineau) — Shea Weber (Rockets de Kelowna)
- Attaquants : Jean-Michel Daoust (Olympiques de Gatineau) — Clarke MacArthur (Tigers de Medicine Hat) — Randall Gelech (Rockets de Kelowna)